# Кизилове (Сімферопольський район)
Кизи́лове (до 1958 року — Карага́ч, крим. Qarağaç; до 2012 року — Кизи́лівка, рос. Кизиловое) — село (до 2007 — селище) в Україні, у Сімферопольському районі Автономної Республіки Крим. Підпорядковане Перовській сільській раді.